# Así es el rock and roll
Así es el rock and roll es el segundo álbum de estudio del grupo musical de rock argentina La 25. Fue grabado y producido por los integrantes de la banda La 25, Silvio Furmanski y Gustavo Novello entre febrero y marzo del año 2000 en los estudios La Hurraca, con Cristian Argañaráz como ingeniero de grabación y mezcla, y masterizado por Eduardo Bergallo en Mister Master. Su distribución estuvo a cargo de la discográfica Tocka Discos.
«Chico común» y «Mil canciones» fueron los cortes de difusión del álbum, con sus respectivos videos musicales. Esto permitió la difusión de la banda, permitiendo que lleguen a tocar en el Estadio Obras Sanitarias dos veces en un mismo año(en mayo y noviembre de 2003 de forma independiente) y en festivales de gran convocatoria como el Cosquín Rock.

## Lista de canciones
| N.º   | Título                                                                | Duración |  |
| 1.    | «Hasta el 66» (Marcos Lescano - Mauricio Lescano)                     | 3:11     |  |
| 2.    | «Chico común» (Marcos Lescano)                                        | 4:31     |  |
| 3.    | «Quiero 25» (Mauricio Lescano - Pablo Poncharelo - Hugo Rodríguez)    | 3:45     |  |
| 4.    | «Mil canciones» (Mauricio Lescano)                                    | 6:12     |  |
| 5.    | «Así es el rock and roll» (Mauricio Lescano - Marcos Lescano)         | 5:29     |  |
| 6.    | «Dando vueltas» (Marcos Lescano - Mauricio Lescano)                   | 4:09     |  |
| 7.    | «Que algo vuelva a suceder» (Mauricio Lescano)                        | 4:55     |  |
| 8.    | «Canción de barrios bajos» (Mauricio Lescano)                         | 4:14     |  |
| 9.    | «Desde el cielo» (Mauricio Lescano - Pablo Poncharelo)                | 4:10     |  |
| 10.   | «Galopando» (Marcos Lescano)                                          | 3:25     |  |
| 11.   | «Astillas» (Marcos Lescano - Hugo Rodríguez)                          | 3:09     |  |
| 12.   | «Varias emociones» (Mauricio Lescano)                                 | 5:59     |  |
| 13.   | «Volver a casa» (Marcos Lescano - Mauricio Lescano - Alejandro Ender) | 4:52     |  |
| 57:59 |                                                                       |          |  |

## Videos musicales
- «Chico común»
- «Mil canciones»

## Músicos
- Mauricio Lescano: Voz y guitarras.
- Marcos Lescano: guitarras y coros.
- Hugo Rodríguez: Guitarras y coros.
- Pablo Poncharello: Bajo.
- Alejandro Ender: Batería.

## Invitados
- Darío Bruschi: Guitarra acústica.
- Sanguchito: Armónica.
- Araña Blanca: Percusión.
- Chilly Willy: Teclados.
- Ignacio Piccinni: Violín.
- Ozzy: Banjo.